# HMS Samphire (K128)
HMS Samphire (K128) je bila korveta razreda flower Kraljeve vojne mornarice, ki je bila operativna med drugo svetovno vojno.

## Zgodovina
21. decembra 1941 je sodelovala pri potopitvi nemške podmornice U-567. 30. januarja 1943 je ladjo torpedirala in potopila italijanska podmornica Platino.